# Iracema (1949)
Iracema é um filme brasileiro de 1949 dirigido por Vittorio Cardineli e Gino Talamo, baseado no romance Iracema, de José de Alencar.
No elenco, Ilka Soares (Iracema), Mario Brasini (Martim), Luís Tito (Poti) e Carlos Machado (ator) (Araquém).